# Ề
Ề (minuscule : ề), appelé E accent circonflexe accent grave, est une lettre latine utilisée dans l’écriture du vietnamien.
Il s’agit de la lettre E diacritée d’un accent circonflexe et d’un accent grave.

## Utilisation
En vietnamien, le E circonflexe ‹ Ê, ê › représente la voyelle /e/ et l’accent grave indique un ton bas trainant.

## Représentations informatiques
Le E accent circonflexe accent grave peut être représenté avec les caractères Unicode suivants : 
- précomposé et normalisé NFC (latin étendu additionnel)[1] :

| formes    | représentations | chaînes de caractères | points de code | descriptions                                                 |
| --------- | --------------- | --------------------- | -------------- | ------------------------------------------------------------ |
| capitale  | Ề               | Ề                     | U+1EC0         | lettre majuscule latine e accent circonflexe et accent grave |
| minuscule | ề               | ề                     | U+1EC1         | lettre minuscule latine e accent circonflexe et accent grave |

- décomposé et normalisé NFD (latin de base, diacritiques) :

| formes    | représentations | chaînes de caractères | points de code       | descriptions                                                                      |
| --------- | --------------- | --------------------- | -------------------- | --------------------------------------------------------------------------------- |
| capitale  | Ề               | E◌̂◌̀                   | U+0045 U+0302 U+0300 | lettre majuscule latine e diacritique accent circonflexe diacritique accent grave |
| minuscule | ề               | e◌̂◌̀                   | U+0065 U+0302 U+0300 | lettre minuscule latine e diacritique accent circonflexe diacritique accent grave |